# 圣皮埃尔德梅萨日
圣皮埃尔德梅萨日（法語：Saint-Pierre-de-Mésage，法語發音：[sɛ̃ pjɛʁ də mezaʒ]）是法国伊泽尔省的一个市镇，位于该省中南部，属于格勒诺布尔区。

## 地理
圣皮埃尔德梅萨日（45°3'7"N, 5°45'52"E）面积7.03 平方千米，位于法国奥弗涅-罗讷-阿尔卑斯大区伊泽尔省，该省份为法国东南部内陆省份，北起顺时针与安省、萨瓦省、上阿尔卑斯省、德龙省、阿尔代什省、卢瓦尔省和罗讷省。
与圣皮埃尔德梅萨日接壤的市镇（或旧市镇、城区）包括：拉夫雷、梅萨日圣母村、圣巴泰勒米-德塞希利耶讷、圣让德沃、维济勒。

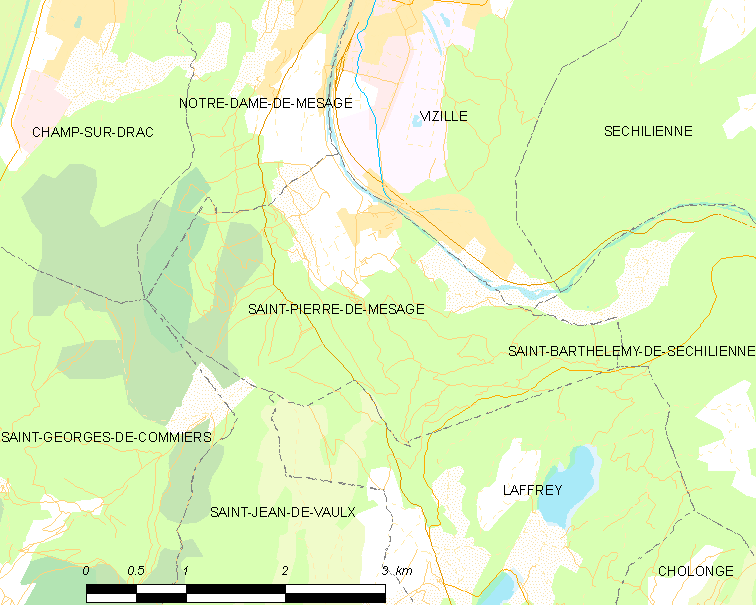
圣皮埃尔德梅萨日的OSM定位图

圣皮埃尔德梅萨日的时区为UTC+01:00、UTC+02:00（夏令时）。

## 行政
圣皮埃尔德梅萨日的邮政编码为38220，INSEE市镇编码为38445。

## 政治
圣皮埃尔德梅萨日所属的省级选区为瓦桑-罗曼什县。

## 人口

1962-2008年间圣皮埃尔德梅萨日人口变化图示

圣皮埃尔德梅萨日于2022年1月1日时的人口数量为788人。